# Parschlug
Parschlug là một đô thị thuộc huyện Bruck an der Mur thuộc bang Steiermark, nước Áo. Đô thị Parschlug có diện tích 21 km², dân số thời điểm cuối năm 2005 là 1780 người.
Parschlug nằm ở phía bắc Kapfenberg tại chân đồi Zöbererhöhe.
Các khu phố là Parschlug, Pogier, Pönegg, và Göritz.

## People
- Gerhard Prade